# Allium fibrillum
Allium fibrillum — вид трав'янистих рослин родини амарилісові (Amaryllidaceae), ендемік пн.-зх. США.

## Опис
Цибулин 1–5+, ± округлі, 0.5–1.2 × 0.5–1 см; зовнішні оболонки містять 1 або більше цибулин, коричневі, перетинчасті, сітчасті; внутрішні оболонки від білого до рожевого забарвлення. Листки, як правило, стійкі, в'януть від кінчика в період цвітіння, 2; листові пластини плоскі, лінійні, жолобчасті, 7–24 см × 0.5–3 мм, краї цілі. Стеблина стійка, поодинока прямостійна, 3–15 см × 0.5–2 мм. Зонтик стійкий, прямостійний, компактний, 10–20-квітковий, півсферичний до кулястого, цибулинки невідомі. Квіти дзвінчасті, 5–8 мм; листочки оцвітини прямостійні, білі з помітною зеленуватою або рожевою головною жилкою, ланцетні, ± рівні, паперові у плодах, краї цілі, верхівка тупа до загостреної. Пиляки жовті; пилок жовтий. Насіннєвий покрив тьмяний або блискучий. 2n = 14.
Цвітіння: травень — липень.

## Поширення
Ендемік пн.-зх. США — штати Айдахо, Монтана, Орегон, Вашингтон.
Населяє вологі, неглибокі ґрунти; 300–2600 м.